# Wang Zheng
Wang Zheng   (Xi'an, Xina, 14 de desembre de 1987) és una atleta xinesa especialitzada en el llançament de martell. Ha participat en 3 Olimpíades, guanyant 1 medalla de plata en els Jocs Olímpics de Tòquio 2020. A més, ha guanyat 3 medalles en els Campionats del Món i 4 medalles (1 d'or) en els Jocs Asiàtics.
Actualment té el rècord d'Àsia en llançament de martell, amb una distància de 77,68m, aconseguida el 29 de març de 2014 a Chengdu.

## Marca personal
| Disciplina            | Marca     | Seu     | Data               |
| --------------------- | --------- | ------- | ------------------ |
| Llançament de martell | 77,68m AR | Chengdu | 29 de març de 2014 |

## Trajectòria professional
| Jocs Olímpics     | Jocs Olímpics  | Jocs Olímpics | Jocs Olímpics         |
| Any               | Seu            | Posició       | Prova                 |
| ----------------- | -------------- | ------------- | --------------------- |
| 2008              | Pequín         | 15a posició   | Llançament de martell |
| 2016              | Rio de Janeiro | NM (Final)    | Llançament de martell |
| 2020              | Tòquio         | 2             | Llançament de martell |
| Campionat del Món |                |               |                       |
| 2013              | Moscou         | 3             | Llançament de martell |
| 2015              | Pequín         | 5a posició    | Llançament de martell |
| 2017              | Londres        | 2             | Llançament de martell |
| 2019              | Doha           | 3             | Llançament de martell |
| 2023              | Budapest       | 8a posició    | Llançament de martell |
| Jocs Asiàtics     |                |               |                       |
| 2010              | Canton         | 2             | Llançament de martell |
| 2014              | Inchon         | 2             | Llançament de martell |
| 2018              | Jakarta        | 2             | Llançament de martell |
| 2023              | Hangzhou       | 1             | Llançament de martell |